# 神部年男
神部 年男（かんべ としお、1943年3月24日 - ）は、兵庫県出身の元プロ野球選手（投手）、コーチ、野球解説者。

## 経歴

### プロ入りまで
播磨町立播磨中学校→兵庫県立高砂高等学校から三菱製紙に入社し、準硬式野球の選手として活躍。
1965年に富士製鐵広畑に移籍し、1966年の都市対抗に住友金属の補強選手として出場。準決勝では大昭和製紙を完封、決勝に進みリリーフで登板するが、熊谷組に延長10回裏サヨナラ負けを喫する。
1966年の第1次ドラフト3位で読売ジャイアンツに指名されるが拒否し残留すると、1968年の都市対抗では松下電器から補強された岡田光雄との二本柱で勝ち進む。河合楽器との決勝では先発を任され、岡田へ継投し1-0で勝利。初優勝を飾り最優秀選手の橋戸賞を受賞した。この時のチームメートに岡田と同じく松下電器から補強された福本豊、加藤秀司がいた。同年8月にはアラスカ・ゴールドパナーズとの日米親善野球試合に出場。
1969年の都市対抗では、1回戦で三協精機の池島和彦に投げ勝ち、2回戦でも八幡製鐵を完封するが、3回戦で日本生命の小弓場保に完封を喫する。

### 現役時代

#### 近鉄バファローズ時代
1969年のドラフト2位で近鉄バファローズに入団し、1年目の1970年から先発として起用されて8勝を記録。
2年目の1971年にはリーグ最多の51試合に登板し10勝を挙げ、その後も低迷期の近鉄でローテーションに定着し活躍。
1975年と1976年には2年連続で阪急との開幕戦の先発を務め、1975年4月20日の南海戦（藤井寺）でノーヒットノーランを達成。スコアは1-0、四死球4で打者30人、三振は藤原満から奪った1つであった。

#### ヤクルト・スワローズ時代
1979年に佐藤竹秀・寺田吉孝と共にチャーリー・マニエル・永尾泰憲との交換トレードでヤクルトスワローズに移籍し、新天地でも先発陣の一角として起用される。
1980年10月12日の巨人戦で王貞治に19年連続の到達となる同年の30号、通算868号となる本塁打を打たれた。同年限りで現役を引退した王にとって、これがプロ野球公式戦での最終本塁打となった。
1981年には抑えとして起用され、8月には6試合連続セーブで江夏豊の持っていた当時のリーグ記録に1と迫る活躍を見せ、10セーブを挙げた。
新境地を開いたかに見えた矢先、40歳までは現役を続けたいと思っていたが、1982年のオープン戦で左肘を痛めてから登板機会が無くなり、同年限りで現役を引退。

### 現役引退後
引退後はヤクルト二軍投手コーチ（1983年 - 1985年）を経て、古巣・近鉄に復帰して投手コーチ（1986年 - 1996年）を務め、1989年は一軍のブルペン担当としてリーグ優勝に貢献し、数多くの投手を育成。
1997年からは近鉄時代のヘッドコーチ→監督であった仰木彬に請われてオリックス一軍投手コーチに就任し、2001年退任。
2004年にはJ SPORTS解説者を務め、2005年からは新生オリックス一軍投手コーチに復帰し、2007年まで務めた。
オリックス退団後は韓国KBO・起亜タイガース一軍投手コーチ（2008年 - 2009年）を務め、投手陣を整備。2009年には3年目の梁玹種を先発に抜擢してローテーションの一翼を担う選手に成長させ、12年ぶりの韓国シリーズ優勝に貢献。
2013年の2月から3月にかけて韓国KBOのハンファ・イーグルス沖縄キャンプ投手インストラクターを務め、この年に起亜タイガースは韓国シリーズで優勝するが梁玹種は韓国シリーズでは勝利を収めることができなかった。
2017年には梁がペナントレースで20勝を挙げ、チームの韓国シリーズ直行に大きく貢献し、再び韓国シリーズに進出したら試合に招待したいとの約束を果たし、第2戦の先発登板に合わせ神部を韓国に招待した。梁はこの試合で恩師の前で韓国シリーズ史上10度目となる完封勝利を飾り、試合後も神部への感謝の気持ちを述べており、このエピソードは韓国メディアでも大きく報道された。

## 選手としての特徴
フィールディングや牽制球の技術に優れ、通算盗塁数日本記録保持者の福本豊（阪急）は神部について、クセがわからず都市対抗野球時代以来盗塁がまったくできなかったと述べている。神部は、都市対抗野球の地区大会では福本の所属していた松下電器を倒さないと本戦に出られないため、対策としてその時代から牽制技術の向上に取り組んでいた。福本は長年の研究の結果、1971年頃に「牽制球を投げる時、ほんの数mm軸足（左足のかかと）が浮き上がる」癖を見抜いたという。神部はスコアラーに撮影させた写真から左足の癖に気づいて修正し、しばらく福本は走りづらくなったが、その後再び走られるようになったと述べている。神部は近鉄入団当時、阪急に福本がいることを知らず「またや!」と思ったといい、トレードでセントラル・リーグに移ると決まったときは「ホッとした」と後年述べている。
なお、対神部における福本の盗塁成功率は10割で、21回すべて成功している。特に、軸足の癖を見抜いた時期に当たる1972年（シーズン通算106盗塁の日本記録を達成した年）には4盗塁を成功させているほか、1976年には5盗塁を挙げた（前述の「再び走られるようになった」という神部の述懐と一致する）。
福本の同僚で、同様に癖を見抜くことに長けていた高井保弘も、神部の癖を見抜くことが出来なかったと語っている。また、ヤクルト時代の神部と対戦した松本匡史（1982年・1983年のセ・リーグ盗塁王）も、盗塁が難しかった投手として名を挙げている。

## 詳細情報

### 年度別投手成績
| 年 度      | 球 団      | 登 板 | 先 発 | 完 投 | 完 封 | 無 四 球 | 勝 利 | 敗 戦 | セ 丨 ブ | ホ 丨 ル ド | 勝 率 | 打 者 | 投 球 回 | 被 安 打 | 被 本 塁 打 | 与 四 球 | 敬 遠 | 与 死 球 | 奪 三 振 | 暴 投 | ボ 丨 ク | 失 点 | 自 責 点 | 防 御 率 | W H I P |
| ---------- | ---------- | ----- | ----- | ----- | ----- | -------- | ----- | ----- | -------- | ----------- | ----- | ----- | -------- | -------- | ----------- | -------- | ----- | -------- | -------- | ----- | -------- | ----- | -------- | -------- | ------- |
| 1970       | 近鉄       | 38    | 13    | 1     | 1     | 0        | 8     | 7     | --       | --          | .533  | 559   | 133.1    | 110      | 10          | 51       | 2     | 8        | 74       | 0     | 1        | 55    | 48       | 3.25     | 1.21    |
| 1971       | 近鉄       | 51    | 15    | 5     | 0     | 0        | 10    | 9     | --       | --          | .526  | 655   | 160.0    | 138      | 15          | 56       | 9     | 4        | 87       | 5     | 1        | 62    | 57       | 3.21     | 1.21    |
| 1972       | 近鉄       | 46    | 25    | 8     | 2     | 1        | 13    | 9     | --       | --          | .591  | 854   | 210.2    | 186      | 16          | 58       | 7     | 4        | 112      | 5     | 1        | 66    | 56       | 2.39     | 1.16    |
| 1973       | 近鉄       | 26    | 10    | 3     | 0     | 0        | 7     | 7     | --       | --          | .500  | 430   | 106.2    | 87       | 5           | 47       | 4     | 2        | 48       | 2     | 0        | 40    | 35       | 2.94     | 1.26    |
| 1974       | 近鉄       | 28    | 21    | 8     | 4     | 1        | 12    | 7     | 1        | --          | .632  | 611   | 151.0    | 129      | 14          | 48       | 4     | 1        | 74       | 4     | 1        | 43    | 40       | 2.38     | 1.17    |
| 1975       | 近鉄       | 31    | 25    | 9     | 2     | 0        | 10    | 8     | 1        | --          | .556  | 705   | 173.2    | 142      | 15          | 53       | 1     | 8        | 57       | 3     | 0        | 66    | 59       | 3.05     | 1.12    |
| 1976       | 近鉄       | 27    | 20    | 8     | 3     | 3        | 8     | 12    | 1        | --          | .400  | 598   | 146.1    | 142      | 13          | 43       | 2     | 1        | 62       | 0     | 0        | 59    | 53       | 3.27     | 1.26    |
| 1977       | 近鉄       | 25    | 15    | 6     | 1     | 1        | 5     | 9     | 3        | --          | .357  | 473   | 116.1    | 118      | 10          | 26       | 2     | 1        | 54       | 3     | 1        | 51    | 47       | 3.65     | 1.24    |
| 1978       | 近鉄       | 21    | 18    | 4     | 0     | 1        | 7     | 5     | 0        | --          | .583  | 519   | 124.1    | 115      | 11          | 36       | 3     | 5        | 60       | 0     | 0        | 46    | 43       | 3.12     | 1.21    |
| 1979       | ヤクルト   | 25    | 24    | 3     | 1     | 0        | 6     | 8     | 0        | --          | .429  | 557   | 125.0    | 146      | 21          | 49       | 5     | 2        | 65       | 1     | 0        | 64    | 60       | 4.32     | 1.56    |
| 1980       | ヤクルト   | 20    | 13    | 2     | 1     | 0        | 3     | 5     | 0        | --          | .375  | 278   | 69.1     | 67       | 10          | 21       | 0     | 2        | 32       | 0     | 1        | 31    | 30       | 3.91     | 1.27    |
| 1981       | ヤクルト   | 32    | 5     | 0     | 0     | 0        | 1     | 3     | 10       | --          | .250  | 255   | 60.2     | 59       | 3           | 22       | 3     | 2        | 37       | 2     | 2        | 25    | 24       | 3.54     | 1.34    |
| 通算：12年 | 通算：12年 | 370   | 204   | 57    | 15    | 7        | 90    | 89    | 16       | --          | .503  | 6494  | 1577.1   | 1439     | 143         | 510      | 42    | 40       | 762      | 25    | 8        | 608   | 552      | 3.15     | 1.24    |

- 各年度の太字はリーグ最高

### 記録
初記録
- 初登板・初勝利：1970年4月14日、対東映フライヤーズ1回戦（後楽園球場）、6回裏に2番手で救援登板・完了、6回無失点
- 初奪三振：同上、6回裏に大杉勝男から
- 初先発：1970年4月19日、 対ロッテオリオンズ1回戦（藤井寺球場）、6回1/3を2失点
- 初先発勝利・初完投勝利・初完封勝利：1970年5月19日、対ロッテオリオンズ3回戦（東京スタジアム ）
- 初セーブ：1974年9月24日、対阪急ブレーブス後期12回戦（日生球場）、8回表に2番手で救援登板・完了、2回1失点

その他の記録
- ノーヒットノーラン：1975年4月20日、対南海ホークス前期4回戦（藤井寺球場）　※史上50人目
- オールスターゲーム出場：3回 （1972年、1974年、1975年）

### 背番号
- 27 （1970年 - 1978年）
- 11 （1979年 - 1982年）
- 73 （1983年 - 1985年）
- 83 （1986年 - 1996年、2005年 - 2007年）
- 81 （1997年 - 2001年、2008年 - 2009年）